# Semaeomyia rubia
Semaeomyia rubia är en stekelart som först beskrevs av Theodore Henry Frison 1922.  Semaeomyia rubia ingår i släktet Semaeomyia och familjen hungersteklar. Inga underarter finns listade i Catalogue of Life.